# Zonnegemse Zot
Zonnegemse Zot is een Belgisch bier. Het wordt gebrouwen in De Proefbrouwerij te Lochristi in opdracht van Oude Brouwerij van Zonnegem vzw uit Zonnegem, een deelgemeente van Sint-Lievens-Houtem.

## Achtergrond
Oude Brouwerij van Zonnegem vzw werd opgericht in 2000 met als hoofddoel de brouwzaal van de vroegere Brouwerij Rubbens te restaureren en open te stellen voor het publiek. De gebouwen van de vroegere brouwerij waren in 1995 opgekocht om in te wonen. In 1997 werd de brouwerij beschermd. Bewoning mocht, mits een gedeelte werd ontsloten voor het publiek. Om fondsen te bekomen voor de restauratie worden allerlei activiteiten georganiseerd. Om dezelfde reden wordt Zonnegemse Zot gebrouwen in opdracht van de vzw.
Toen de oude brouwerij werd opgekocht, vonden de nieuwe eigenaars 20.000 lege flesjes van de vroegere brouwerij met het opschrift “Rubbens” in reliëf in het glas. Ze besloten om Zonnegemse Zot te laten bottelen in deze oude flessen.

## Het bier
Zonnegemse Zot is een amberkleurig bier van hoge gisting met een alcoholpercentage van 7,1%. Het wordt gemaakt via de methode van dry hopping.